# Assolo (Italia)
Assolo (Assolu o Assòu in sardo) è un comune italiano di 325 abitanti della provincia di Oristano in Sardegna.

## Storia
L'area fu abitata già nell'età del bronzo per la presenza sul territorio di numerosi nuraghi.
Nel medioevo appartenne al giudicato di Arborea e fece parte della curatoria di Parte Valenza.
Alla caduta del giudicato (1410) passò sotto il dominio aragonese e vide il susseguirsi di diversi signori, tra i quali Luigi Ludovico Pontons, signore di Senis (dal 1417), nominato direttamente dal re Alfonso V il Magnanimo.
Dal 1432 fu unito alla baronia di Senis. Passò poi sotto la signoria di diversi feudatari, fino al 1839 quando fu riscattato agli ultimi signori, i Nin Zatrillas, con la soppressione del sistema feudale, per cui divenne un comune amministrato da un sindaco e da un consiglio comunale.

### Simboli
Lo stemma, il gonfalone e la bandiera del comune di Assolo sono stati concessi con decreto del presidente della Repubblica del 27 ottobre 2015.
Il gonfalone è un drappo di giallo con la bordatura di azzurro. La bandiera è un drappo di giallo con la bordatura di azzurro, caricato dello stemma comunale.

## Geografia fisica

### Territorio
Assolo è un piccolo paese della Sardegna centrale, che si trova nella zona della Marmilla, ai piedi dell'altopiano della Giara, con un'altitudine di circa 275 metri, sul versante che va da Scala Margiani, al confine con Nureci, fino a Corona Arrubia con Albagiara, in una zona ricca di boschi di leccio, con una natura circostante piacevole e suggestiva. 

## Monumenti e luoghi d'interesse

### Architetture religiose
- Chiesa di San Sebastiano, chiesa parrocchiale edificata nel 1683.
- Chiesa di Santa Lucia, piccola chiesetta campestre poco distante dall'abitato.

### Architetture civili
Nel centro storico dell'abitato, a testimonianza delle abitazioni tipiche di questo territorio, è possibile trovare le tradizionali e caratteristiche case campidanesi "a corte", con antichi e maestosi portali, ancora oggi intatti, ed ampi cortili interni (cortes) e loggiati (lollas).

### Altro
Nel territorio di Assolo sono presenti 24 nuraghi:
- nuraghe Anadi
- nuraghe Brabariscu
- nuraghe Cuccuru Arruda
- nuraghe Fruscu
- nuraghe Giuerri Mannu
- nuraghe Giuerreddu
- nuraghe Guduri
- nuraghe Monte Figu
- nuraghe Moro
- nuraghe Mummuzzola
- nuraghe Orasadasa
- nuraghe Pedra de Cungiadu
- nuraghe Pranu Narbonis
- nuraghe Pranu de Serra
- nuraghe Porcilis
- nuraghe Pranu Serra
- nuraghe S'aba 'e sa Nuedda
- nuraghe Sa Xirra
- nuraghe Sannora Peppa
- nuraghe San Pietro
- nuraghe Santa Lucia
- nuraghe Sassaioni
- nuraghe Tanca de is Lollas
- nuraghe Ungrones

## Società

### Evoluzione demografica
Abitanti censiti

### Lingue e dialetti
La variante del sardo parlata ad Assolo è il campidanese occidentale.

## Cultura

### Eventi
- Festa di san Sebastiano, 20 gennaio. Dopo la messa mattutina e la processione, la festa prosegue con balli e musiche tradizionali in piazza.
- Festa di sant'Isidoro, 15 maggio. La celebrazione si tiene nella chiesa parrocchiale. La processione religiosa si svolge lungo le vie del paese ed è accompagnata dalle "traccas", i carri addobbati trainati da buoi o da trattori. La festa dura due giorni.
- Festa di santa Lucia, 17 settembre. È una festa campestre che si svolge in parte in campagna e prosegue nel centro abitato. È caratterizzata dalla sfilata delle "traccas" e da prove tradizionali di abilità equestre. Durante la sera, concerti e balli in piazza.
- Sagra de Sa fregua (sagra della fregola). Organizzata dalla Pro loco di Assolo.
- Festa dell'emigrato, in estate.
- Presepe vivente: Sulla Via della Cometa. È una rappresentazione teatrale (ideata e realizzata dalla locale Associazione Culturale Bentu 'e Jara), che ha lo scopo di simboleggiare, con l'impiego di figuranti umani, la nascita di Gesù. La scenografia viene costruita per le vie del centro storico di Assolo.

## Amministrazione

Il gonfalone comunale

| Periodo         | Periodo         | Primo cittadino | Partito                   | Carica  | Note |
| --------------- | --------------- | --------------- | ------------------------- | ------- | ---- |
| 31 maggio 2015  | 26 ottobre 2020 | Giuseppe Minnei | Lista civica "Per Assolo" | Sindaco |      |
| 26 ottobre 2020 | in carica       | Giuseppe Minnei | Lista civica "Per Assolo" | Sindaco |      |